# Mark Heese
Mark Heese (* 15. August 1969 in Toronto, Ontario) ist ein ehemaliger kanadischer Beachvolleyballspieler.

## Karriere
Heese spielte seine ersten FIVB-Turniere in den Jahren 1992 bis 1995 mit Mike Chaloupka und Frank Blasi. 1996 bildete er ein neues Duo mit seinem langjährigen Partner John Child. Die beiden Kanadier erreichten mehrmals dritte Plätze bei den Open-Turnieren und gewannen 1996 das Weltserien-Turnier in Berlin. Im gleichen Jahr nahmen sie am olympischen Turnier in Atlanta teil und gewannen mit einem Sieg gegen die Portugiesen Maia/Brenha Bronze. Bei der Weltmeisterschaft 1997 wurden sie ebenso Neunter wie zwei Jahre später in Marseille.
Bei den Olympischen Spielen 2000 belegten Child/Heese nach einer Viertelfinal-Niederlage gegen die Brasilianer Zé Marco und Ricardo Santos den fünften Rang. In der ersten Hauptrunde der WM 2001 in Klagenfurt scheiterten sie erneut an Maia/Brenha. 2003 in Rio de Janeiro kam das Aus bereits in der Vorrunde. Erfolgreicher verlief die dritte Olympiateilnahme 2004 in Athen. Die Kanadier erreichten das Viertelfinale, das sie gegen die späteren Silbermedaillengewinner Bosma/Herrera in drei Sätzen verloren. Die WM 2005 in Berlin mussten sie nach der Auftakt-Niederlage gegen die Schweden Berg/Svensson wegen einer Verletzung vorzeitig beenden.
Den Rest des Jahres spielte Heese mit Ahren Cadieux, der zuvor bereits bei einzelnen Turnieren sein Partner gewesen war. Nachdem er 2006 zunächst an der Seite von Richard van Huizen angetreten war, kehrte er zu Cadieux zurück. Das Duo schied bei der Weltmeisterschaft 2007 in der ersten Hauptrunde gegen die US-Amerikaner Gibb/Rosenthal aus.
Mit seinen verschiedenen Partnern wurde Heese insgesamt zehn Mal kanadischer Meister.